# Поліспермія

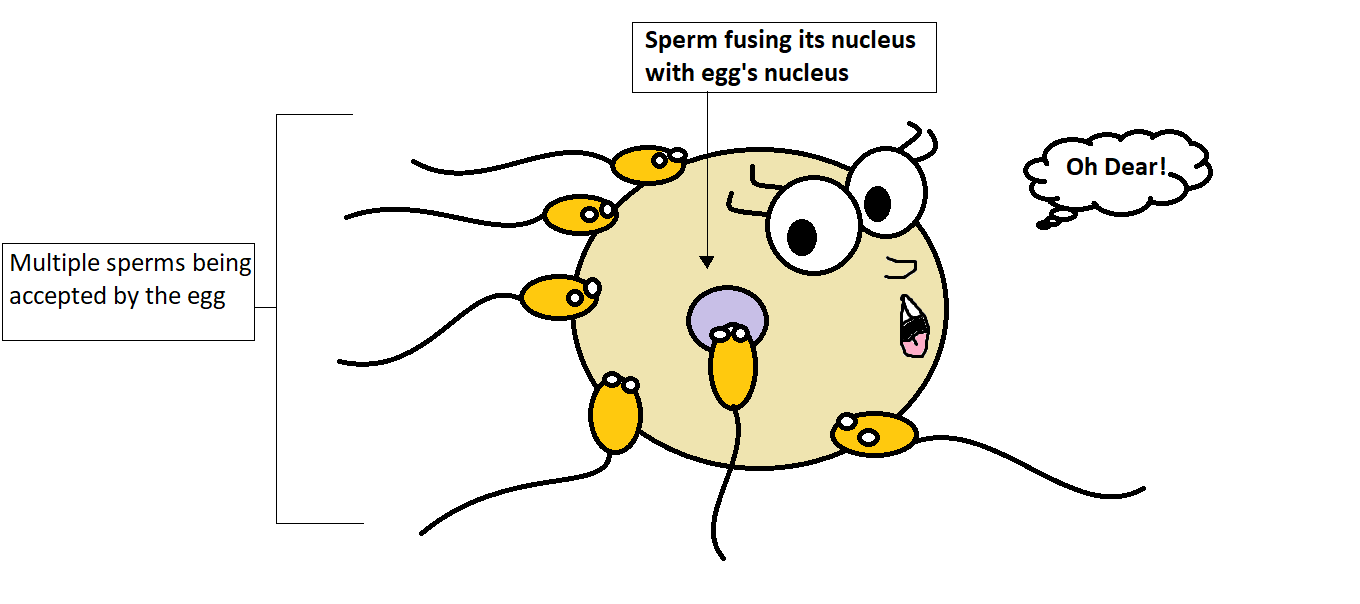
Під час фізіологічної поліспермії яйцеклітина приймає декілька сперматозоїдів, але лише один сперматозоїд може злити своє ядро з ядром яйцеклітини.

Поліспермія (від грецьких слів багато та сім'я, буквально — багатосім'яність) — проникнення при заплідненні в яйцеклітину кількох сперміїв, є однією з найчастіших «аномалій» у заплідненні. Як правило, призводить до загибелі ембріонів. Поліспермією також називають підвищену концентрацію сперматозоїдів в еякуляті (понад 250-300 млн/мл). Іноді термін «поліспермія» використовують для позначення великого обсягу еякулята — більше 8-10 мл. Припускають, що причиною такого стану є порушення сперматогенезу: підвищена сперматогенетична активність сім'яних канальців яєчок призводить до появи сперміїв з низькою запліднюючої здатністю. 
Досить часто при поліспермії чоловіка у жінки можливі викидні або відсутність вагітності. З метою зачаття рекомендують проводити розведення сперми спеціальними розчинами і штучне введення її в матку з метою інсемінації. Медична тактика лікування чоловічого безпліддя при поліспермії чітко не визначена.

## Фізіологічна поліспермія
У тварин при фізіологічно нормальній поліспермії, у деяких комах, акулових риб, хвостатих земноводних, плазунів, деяких птахів і ссавців. Як правило, тільки один сперматозоїд зливається з ядром яйцеклітини, а інші невдовзі гинуть. Число сперміїв, проникаючих в яйця цих тварин, варіює від 1-2 до 10-12 (наприклад, у комах) і декількох десятків (у хордових). В ооплазмі спермії змінюються: їх голівки перетворюються в сперматичні ядра. Одне з ядер, що виявилося найближче до жіночого пронуклеуса, зливається з ним і утворює синкарион. Решта сперматичних ядер також вступають в мітоз, але у комах, хвостатих земноводних і плазунів він блокується. У птахів сперматичні ядра діляться повторно і дегенерують на стадіях 8-16 бластомерів; у акулових риб вони діляться багаторазово, поступово витісняються ядрами дроблення (нащадками синкариона) за межі зародкового диска і не беруть участі у формуванні тіла зародка. Придушення мітотичної активності і резорбція сперматичних ядер (крім одного) обумовлені змінами властивостей цитоплазми заплідненого яйця, природа яких поки невідома.

## Патологічна поліспермія
При патологічній поліспермії у моноспермних тварин з ядром яйцеклітини зливається декілька сперміїв, внаслідок чого порушується нормальний перебіг дроблення яйцеклітини і вона гине на початку розвитку. У рослин — проникнення в зародковий мішок кількох пилкових трубок, через що яйцеклітина і вторинна клітина іноді запліднюються кількома парами сперміїв. При занадто високій концентрації сперміїв або поганому фізіологічному стані яєць механізми, що забезпечують в нормі моноспермне запліднення, недостатньо ефективні, і в яйця може проникнути декілька сперміїв, які включаються в розвиток, викликаючи глибокі порушення — зародок рано гине.
Дисфункція центросом також є ознакою патологічної поліспермії. Надлишок центросом може привести к багатополюсним веретенам, що викликає порушення в динаміці хромосом під час мітозу. Активність центросом, що виникають із надлишкової кількості сперми, повинна бути жорстко регульована, щоб запобігти загибелі клітин. 

## Блокування поліспермії

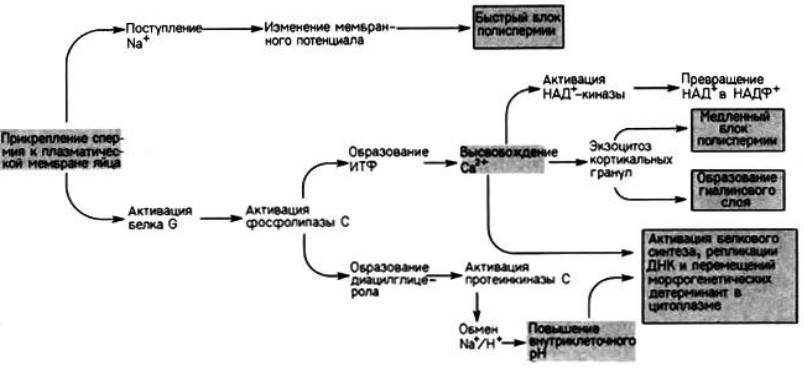
Схема запліднення у морського їжака, Гілберт, 1993.

Поліспермія в репродукції людини зустрічається дуже рідко. Зменшення кількості сперматозоїдів, що потрапляють в яйцепровід, є одним з двох способів запобігання поліспермії у людей. Інший механізм — блокування сперматозоїдів в заплідненій яйцеклітині. Якщо яйцеклітина запліднюється декількома сперматозоїдами, ембріон набуває різні батьківські центриолі. Коли це відбувається, починається боротьба за хромосоми. Ця конкуренція викликає порушення у формуванні борозни ділення і наслідком цього є загибель зиготи. На сьогодняшній день відомо лише про два випадки поліспермії людини, що призвела до народження дітей.

### Швидка блокада поліспермії
Яйця організмів, що розмножуються статевим шляхом, пристосовані так, щоб уникати поліспермії. Захисні механізми добре охарактеризовані у морського їжака, які реагують на прийняття одного сперматозоїда, перешкоджаючи успішному проникненню в яйцеклітину наступних сперматозоїдів. Подібні захисту існують і в інших еукаріот.
Електричний блок поліспермії діє у багатьох видів тварин, включаючи жаб, молюсків і морських черв'яків, але не у деяких вивчених ссавців (хом'яків, кроликів, мишей). У видів без електричного блоку поліспермія зазвичай запобігається секрецією речовин, які створюють механічний бар'єр для поліспермії. У таких тварин, як морські їжаки, є двоетапна стратегія запобігання поліспермії, при якій швидкий, але тимчасовий електричний блок замінюється через першу хвилину або близько того повільніше розвиваються постійним механічним блоком. 
Електричні блоки корисні для видів, яким необхідне швидке блокування поліспермії через наявність великої кількості сперматозоїдів.

### Повільна блокада поліспермії
У ссавців, у яких запліднення відбувається внутрішньо, менше сперматозоїдів досягають місця запліднення в яйцепроводі. Це може бути результатом адаптації жіночих статевих шляхів до скорочення кількості сперматозоїдів, що досягають яйцеклітини. Тим не менш механізми запобігання поліспермії необхідні у ссавців; реакція секреції, «кортикальна реакція» модифікує позаклітинну оболонку яйця (блискучу  оболонку), а додаткові механізми, які недостатньо вивчені, змінюють плазматичну мембрану яйця. Блискуча зона модифікована сериновими протеазами, які вивільняються з кортикальних гранул. Протеази руйнують білкові зв'язкі між клітинною мембраною і жовточною оболонкою, видаляють всі рецептори, з якими пов'язані інші сперматозоїди, і допомагають формувати оболонку запліднення з кортикальних гранул.
Коркова реакція відбувається через коливання кальцію усередині ооцита. Такі коливання викликає PLC-zeta, фосфоліпаза, яка унікальна для сперматозоїдів та дуже чутлива до концентрації кальцію. Коли перші сперматозоїди потрапляють всередину ооцита, він вносить PLC-zeta, який активується базальної концентрацією кальцію в ооциті, ініціює утворення IP3 і викликає вивільнення кальцію з сховищ ЕПР, викликаючи коливання концентрації кальцію, які активують ооцит і блокують поліспермію.

— вітелінова деламіназа: відокремлює жовточну оболонку від цитоплазматичної мембрани яйцеклітини;

— сперморецепторная гідролаза: звільняє поверхню яйця від осівших на жовточній оболонці сперматозоїдів;

— мукополісахариди: створюють осмотичний градієнт, що обумовлює надходження води з цитоплазми яйця в простір між жовточною оболонкою і плазматичною мембраною (перівітелліновий простір);

— пероксидаза: викликає затвердіння оболонки запліднення;

— гіалин: підтримує бластомери в період дроблення.